# The Casting of Frank Stone
The Casting of Frank Stone je interaktivní hororová videohra vytvořena studiem Supermassive Games, kterou vydala společnost Behaviour Interactive. Hra byla představena na předávání cen The Game Awards 2023. Hra vyšla 3. září 2024 pro PlayStation 5, Windows a Xbox Series X/S.

## Děj
Děj hry se odehrává v létě roku 1980 v městečku Cedar Hills ve státě Oregon. Hra sleduje čtyři mladé začínající filmaře, kteří chtějí natočit horor v opuštěné ocelárně. Podobně jako předchozí hry od Supermassive Games obsahuje hra větvený příběh, environmentální hádanky a quick time event. Justin Fragapane, vedoucí týmu copywritingu ve společnosti Behaviour Interactive, dodává, že „každé rozhodnutí, které uděláte, napíše scénář – a může být tím jediným, co stojí mezi životem a smrtí této skupiny mladých přátel“.

## Vývoj
Společnost Behaviour Interactive v květnu 2023 oznámila, že studio Supermassive Games vyvíjí hru pro jednoho hráče zasazenou do univerza hry Dead by Daylight. Hra The Casting of Frank Stone byla oficiálně odhalena na The Game Awards 2023, kde byl představen teaser trailer na hru. Mathieu Cote, vedoucí oddělení partnerství studia Behaviour, uvedl, že příběhová hra pro jednoho hráče v univerzu Dead by Daylight byla něco, co společnost vždycky chtělo udělat, ale nemělo zkušenosti s hrou pro jednoho hráče, což vedlo tým k tomu, že se poohlédl jinde a jako první oslovil studio Supermassive Games. Steve Goss ze Supermassive Games uvedl, že hra bude povědomá, pokud hráči hráli některé z předchozích příběhových her pro jednoho hráče od studia, ale zároveň uvedl, že jsou ve hře „obrovské části, které vůbec nepřipomínají tradiční hru od Supermassive“, a to kvůli propojení se zkušenostmi z Dead by Daylight.

## Vydání
The Casting of Frank Stone vyšlo 3. září 2024 pro PlayStation 5, Windows a Xbox Series X/S.